# Kanton Saint-Trivier-sur-Moignans
Kanton Saint-Trivier-sur-Moignans (fr. Canton de Saint-Trivier-sur-Moignans) byl francouzský kanton v departementu Ain v regionu Rhône-Alpes. Skládal se ze 13 obcí. Zrušen byl po reformě kantonů 2014.

## Obce kantonu
- Ambérieux-en-Dombes
- Baneins
- Chaleins
- Chaneins
- Fareins
- Francheleins
- Lurcy
- Messimy-sur-Saône
- Relevant
- Sainte-Olive
- Saint-Trivier-sur-Moignans
- Savigneux
- Villeneuve